# Kunz Nierade
Kunz Nierade (* 7. November 1901 in Wohlau (Schlesien); † 2. Dezember 1976 in Berlin) war ein deutscher Architekt, der in der DDR tätig war und insbesondere durch den Bau des Leipziger Opernhauses bekannt wurde.

## Leben und Wirken

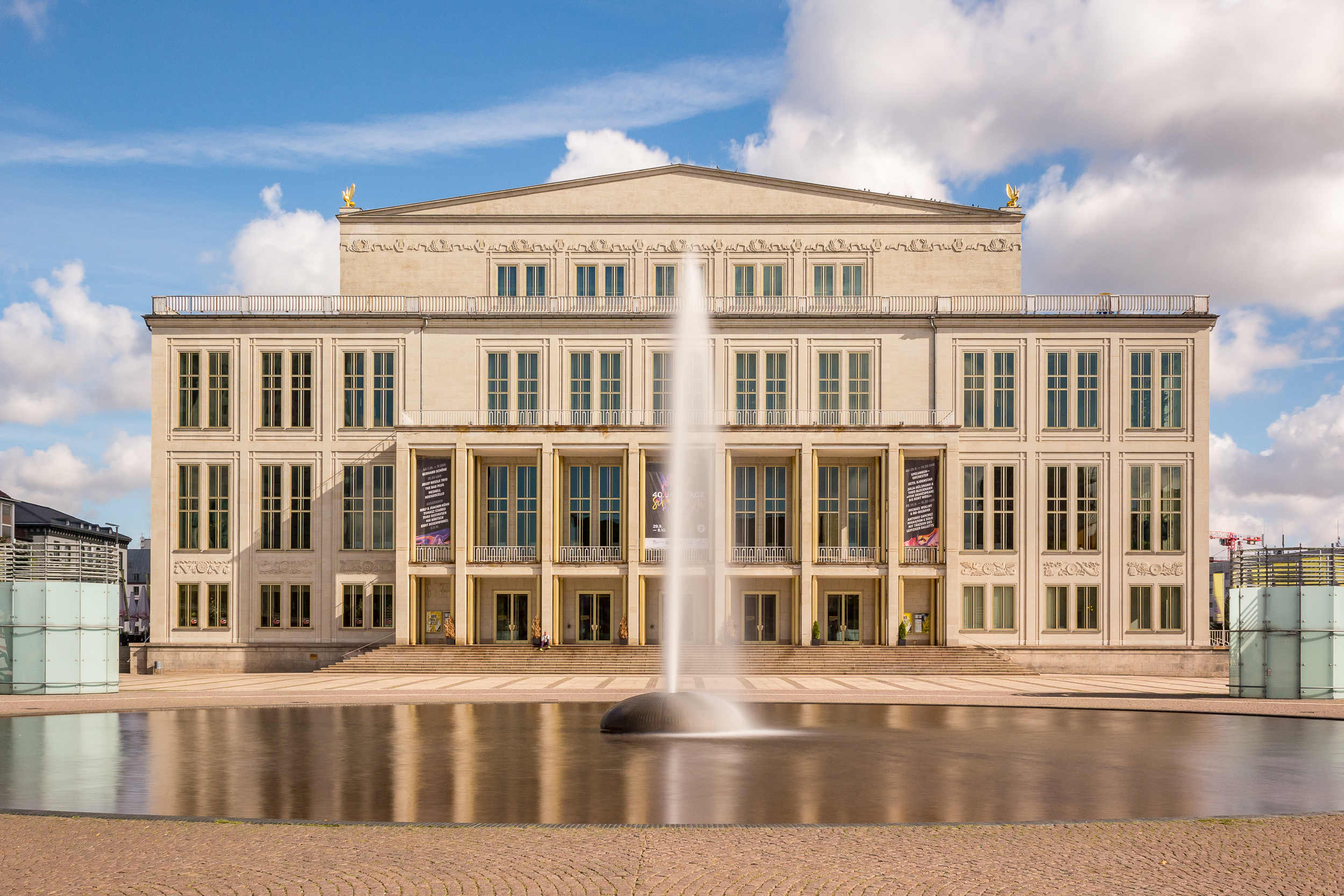
Opernhaus Leipzig (2016)

Kunz Nierade wurde 1901 als Sohn des Gerichtssekretärs Max Nierade und seiner Ehefrau Elise in Wohlau (Schlesien) geboren. Nach seiner Gymnasialzeit in Waldenburg und einer Maurerlehre studierte Nierade von Oktober 1921 bis Juli 1925 an der Staatlichen Gewerbeakademie Chemnitz. Ab 1925 arbeitete er in Architekturbüros in Chemnitz und Braunschweig. 1929 heiratete Nierade seine Frau Annalise. 
Zum 1. Januar 1931 trat er in die NSDAP ein (Mitgliedsnummer 409.963). Im April 1932 zog er nach Leipzig, wo er ab September 1933 als Privatarchitekt tätig war und Mitglied der Reichskammer der bildenden Künste wurde. In Leipzig plante und überwachte er unter anderem den Bau der vorstädtischen Kleinsiedlung Portitz. Im Zweiten Weltkrieg war Nierade von 1941 bis 1944 für Behörden als Projektant im besetzten polnischen Gebiet tätig, so in Litzmannstadt, Kalisch und Posen. Ab Oktober 1944 arbeitete er wieder in Leipzig, wo er die Instandsetzung von luftkriegsgeschädigten Zivilbauten betreute.
Nach dem Krieg war er an verschiedenen Wettbewerben beteiligt. Einen ersten Preis erhielt Kunz Nierade 1949 für seinen Wettbewerbsbeitrag zur Gestaltung der Bach-Gruft in der Leipziger Thomaskirche. Zehn Jahre nach der Fertigstellung der Gruft mit der bronzenen Grabplatte wurde sie anlässlich von Renovierungsarbeiten unter Beibehaltung der Platte in den Chorraum verlegt. Der Entwurf für die Gestaltung des Leipziger Westfriedhofs wurde 1950 teilweise realisiert.
Ab Anfang der 1950er Jahre war Nierade im Institut für Hochbau und Städtebau des Ministeriums für Aufbau in Berlin tätig und anschließend in der Meisterklasse der Deutschen Bauakademie. Unter der Leitung von Hanns Hopp wirkte Kunz Nierade beim Entwurf und Bau der Deutschen Hochschule für Körperkultur in Leipzig mit. Von 1954 bis 1958 oblag ihm die Bauleitung der Stalinallee.
1954 erhielt Nierade gemeinsam mit Kurt Hemmerling den Auftrag für die Planung des Neubaus der Leipziger Oper, der am 8. Oktober 1960 eingeweiht wurde. Mit dem Opernhaus entstand der erste Theaterneubau der DDR und zugleich deren bedeutendster Gesellschaftsbau der späten 1950er Jahre. Der Architekt erhielt für seine Leistung den Nationalpreis der DDR 2. Klasse. Das Gebäude zeigt beispielhaft die Abkehr vom noch in den Entwürfen dominierenden Sozialistischen Klassizismus und die Hinwendung zu einer neuen modernen Architektur.
Nach Abschluss des Opernbaus zog Nierade 1961 nach Berlin. Im VEB Berlin Projekt wirkte er mit allerdings unverwirklicht gebliebenen Vorschlägen am Bau des Außenministeriums mit. 1964 bis 1966 erfolgte der äußere Umbau der Komischen Oper nach seinen Plänen.
Nach seiner Pensionierung war Nierade beratend bei der Anlage des Potsdamer Karl-Liebknecht-Forums beteiligt. Einzelne Elemente der nicht mehr am Originalstandort erhaltenen Anlage wurden im Zusammenhang mit der Bundesgartenschau 2001 im neugeschaffenen Lustgarten aufgestellt.

## Bauten (Auswahl)
- 1951–1958: Deutsche Hochschule für Körperkultur und Sport in Leipzig[1]
- 1954–1960: Opernhaus in Leipzig[1]
- 1964–1966: Umbau der Komischen Oper in Berlin
- 1967–1969: beratende Mitarbeit an der Konzeption des Karl-Liebknecht-Forums in Potsdam

## Schriften
- Planung und Gestaltung des neuen Leipziger Opernhauses. In: Festschrift zur Eröffnung des neuen Leipziger Opernhauses. Leipzig 1960.
- Gedanken und Erläuterungen zum Leipziger Opernneubau. In: DA, Jahrgang 1961, Nr. 2, S. 61 ff.